# David Viñas
David Viñas (Buenos Aires, 28 de julho de 1927 - Buenos Aires, 10 de março de 2011) foi um escritor e historiador argentino.

## Obra

### Romances
- Cayó sobre su rostro (1955)
- Los años despiadados (1956)
- Un Dios cotidiano (1957)
- Los dueños de la tierra (1958)
- Dar la cara (1962)
- En la semana trágica (1966)
- Hombres de a caballo (1967)
- Cosas concretas (1969)
- Jauría (1971)
- Cuerpo a cuerpo (1979)
- Prontuario (1993)
- Tartabul (2006)
- La hermosa yegua

### Teatro
- Sarah Goldmann
- Maniobras
- Dorrego
- Lisandro (1971)
- Tupac-Amaru
- Walsh y Gardel

### Ensaios
- Literatura argentina y realidad política: de Sarmiento a Cortázar (1970)
- De los montoneros a los anarquistas (1971)
- Momentos de la novela en América Latina (1973)
- Indios, ejército y fronteras (1982)
- Los anarquistas en América Latina (1983)
- Literatura argentina y política - De los jacobinos porteños a la bohemia anarquista (1995)